# Ćulije
Ćulije (izvirno srbsko Ћулије) je naselje v Srbiji, ki upravno spada pod Občino Tutin; slednja pa je del Raškega upravnega okraja.

## Demografija
V naselju živi 58 polnoletnih prebivalcev, pri čemer je njihova povprečna starost 35,8 let (37,5 pri moških in 34,3 pri ženskah). Naselje ima 18 gospodinjstev, pri čemer je povprečno število članov na gospodinjstvo 4,22.
Po podatkih popisa iz leta 2002 večino prebivalstva predstavljajo Bošnjaki.
|  |

| Demografija | Demografija     | Demografija     |
| Leto        | Št. prebivalcev | Št. prebivalcev |
| ----------- | --------------- | --------------- |
|             |                 |                 |
|             |                 |                 |
|             |                 |                 |
|             |                 |                 |
| 1948        | 107             |                 |
| 1953        | 117             |                 |
| 1961        | 131             |                 |
| 1971        | 137             |                 |
| 1981        | 93              |                 |
| 1991        | 95              | 95              |
| 2002        | 85              | 76              |
|             |                 |                 |

| Etnična sestava po popisu iz leta 2002 | Etnična sestava po popisu iz leta 2002 | Etnična sestava po popisu iz leta 2002 | Etnična sestava po popisu iz leta 2002 | Etnična sestava po popisu iz leta 2002 |
| -------------------------------------- | -------------------------------------- | -------------------------------------- | -------------------------------------- | -------------------------------------- |
| Bošnjaki                               | Bošnjaki                               |                                        | 73                                     | 96,05%                                 |
| Neznano                                | Neznano                                |                                        | 3                                      | 3,94%                                  |